# Venantino Venantini
Enrico Venantino Venantini (Fabriano, 17 aprile 1930 – Viterbo, 9 ottobre 2018) è stato un attore e stuntman italiano.

## Biografia
Attore atletico e prestante, ha interpretato oltre 150 film esordendo negli anni cinquanta da comparsa non accreditata in Un giorno in pretura di Steno, seguita da comparsate nei colossal storici, tra cui Ben-Hur.
Con i pochi soldi così guadagnati sui set, si trasferisce a Parigi per vivere la sua grande passione per la pittura, effettuando il viaggio verso la capitale francese in una settimana, alla guida di una Lambretta.
Dopo avere rifiutato un ruolo in Un maledetto imbroglio di Pietro Germi, ha la sua prima grande occasione nel 1961, quando appare in Odissea nuda di Franco Rossi, film girato a Tahiti: rimane per un anno in Polinesia, dove conosce i registi francesi Henri-Georges Clouzot e André Cayatte e l'attore americano Marlon Brando.
Tornato successivamente in Europa, interpreta oltre 150 film – impersonando, soprattutto in Francia, ruoli da vilain – tra cui Emanuelle nera, Luca il contrabbandiere, Apocalypse domani e Paura nella città dei morti viventi, diretto da registi quali Lucio Fulci, Antonio Margheriti, Joe D'Amato, Carlo Ludovico Bragaglia, Claude Lelouch, Ettore Scola, Luciano Salce, Édouard Molinaro e Umberto Lenzi.
Attivo anche in diverse produzioni televisive, è padre dell'attore Luca Venantini, con cui ha recitato nei film  Superfantagenio (1986) di Bruno Corbucci e Giovani e belli (1996) di Dino Risi.
Nel 1999, ha vinto il Nastro d'argento per il migliore attore non protagonista assieme agli altri attori nel cast de La cena di Ettore Scola.
Nel 2009 ha partecipato a un episodio dei I Cesaroni interpretando Domenico Masetti, padre di Ezio (Max Tortora).
Il 17 aprile 2018, per il suo compleanno, ha presentato il restauro di "Paris est toujours Paris" (Parigi è sempre Parigi) al cinema Mac Mahon di Parigi. Diverse personalità sono presenti e hanno supportato questa operazione.

### Morte
È morto il 9 ottobre 2018 all'ospedale di Viterbo per le conseguenze postoperatorie di un intervento al femore. Il funerale è stato celebrato a Roma, il 12 ottobre, nella chiesa dei Sacri Cuori di Maria e Gesù.

## Filmografia

### Cinema

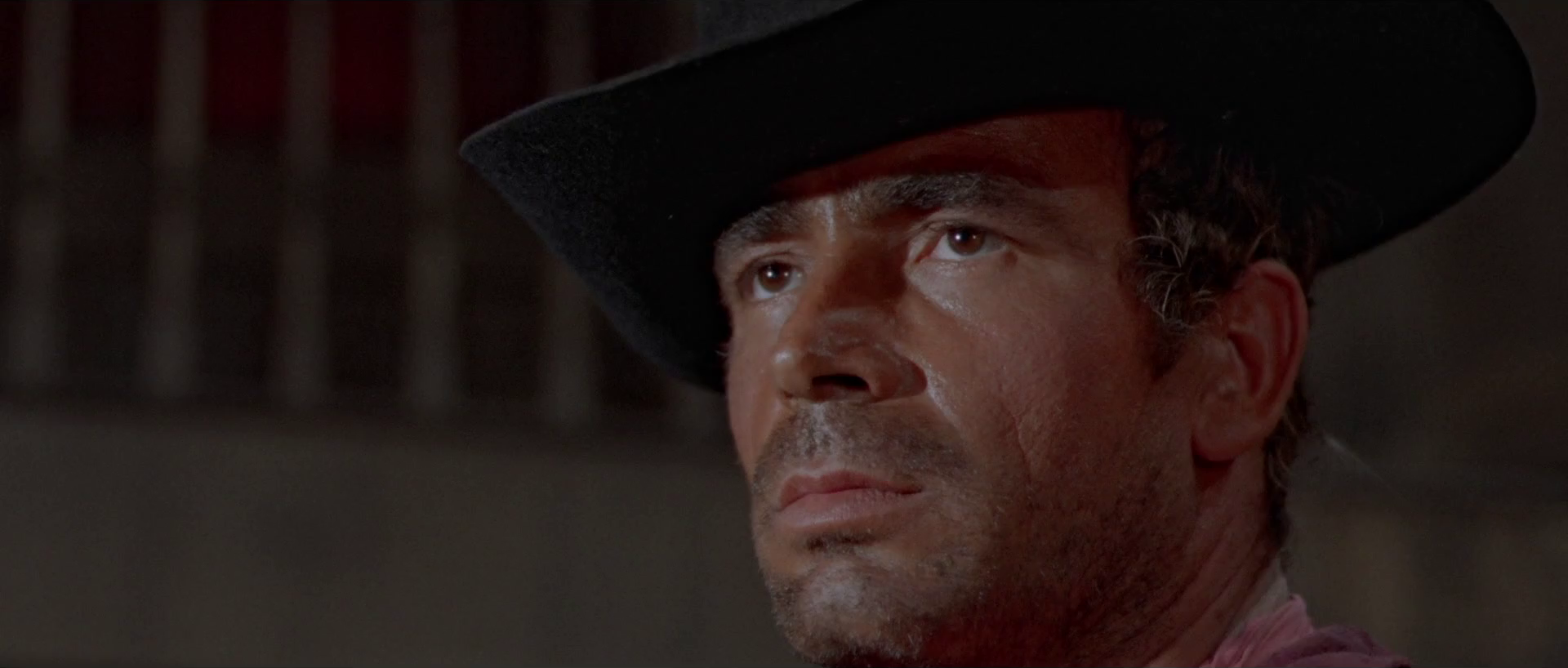
Venantini nel film Bandidos (1967) di Massimo Dallamano

- Un giorno in pretura, non accreditato, regia di Steno (1954)
- Un colpo da due miliardi (Sait-on jamais...), regia di Roger Vadim (1957)
- Ben-Hur, non accreditato, regia di William Wyler (1959)
- Odissea nuda, regia di Franco Rossi (1961)
- Pastasciutta nel deserto, regia di Carlo Ludovico Bragaglia (1961)
- La guerra continua, regia di Leopoldo Savona e George Gonneau (1962)
- La città prigioniera, regia di Joseph Anthony (1962)
- In famiglia si spara (Les Tontons flingueurs), regia di Georges Lautner (1963)
- Il vuoto, regia di Piero Vivarelli (1964)
- 7-9-18 da Parigi un cadavere per Rocky (Des pissenlits par la racine), regia di Georges Lautner (1964)
- Le conseguenze, regia di Sergio Capogna (1964)
- Fantasmagorie, cortometraggio, regia di Patrice Molinard (1964)
- La Celestina P... R..., regia di Carlo Lizzani (1965)
- Colpo grosso ma non troppo (Le Corniaud), regia di Gérard Oury (1965)
- Il tormento e l'estasi (The Agony and the Ecstasy), regia di Carol Reed (1965)
- Galia, regia di Georges Lautner (1966)
- Baleari operazione Oro (Zarabanda Bing Bing), regia di José María Forqué (1966)
- Chi ha rubato il presidente? (Le Grand Restaurant), di Jacques Besnard (1966)
- Femmina (La Grande Sauterelle), regia di Georges Lautner (1967)
- Round Trip, regia di Pierre-Dominique Gaisseau (1967)
- Bandidos, regia di Massimo Dallamano (1967)
- Un killer per Sua Maestà, regia di Federico Chentrens e Maurice Cloche (1968)
- La ragazza della notte (Vivre la nuit), regia di Marcel Camus (1968)
- Lo sbarco di Anzio, regia di Edward Dmytryk e Duilio Coletti (1968)
- Le calde notti di Lady Hamilton, regia di Christian-Jaque (1968)
- La matriarca, regia di Pasquale Festa Campanile (1968)
- L'odio è il mio Dio, regia di Claudio Gora (1969)
- Erotissimo, regia di Gérard Pirès (1969)
- Playgirl 70, regia di Federico Chentrens (1969)
- I diavoli della guerra, regia di Bitto Albertini (1969)
- La moglie del prete, regia di Dino Risi (1970)
- Quella chiara notte d'ottobre, regia di Massimo Franciosa (1970)
- L'incredibile storia di Martha Dubois (Macédoine), regia di Jacques Scandelari (1971)
- Tre canaglie e un piedipiatti (Laisse aller... c'est une valse), regia di Georges Lautner (1971)
- Sono un marito infedele (Êtes-vous fiancée à un marin grec ou à un pilote de ligne?), regia di Jean Aurel (1971)
- L'araucana, massacro degli dei (La Araucana), regia di Julio Coll (1971)
- Per amore o per forza, regia di Massimo Franciosa (1971)
- Mania di grandezza (La Folie des grandeurs), regia di Gérard Oury (1971)
- C'era una volta un commissario... (Il était une fois un flic), regia di Georges Lautner (1972)
- La rossa dalla pelle che scotta, regia di Renzo Russo (1972)
- Gli amori impossibili (Le Rempart des Béguines), regia di Guy Casaril (1972)
- Racconti proibiti... di niente vestiti, regia di Brunello Rondi (1972)
- La morte negli occhi del gatto, regia di Antonio Margheriti (1973)
- Professione: Avventurieri (Profession: Aventuriers), regia di Claude Mulot (1973)
- Number One, regia di Gianni Buffardi (1973)
- Un modo di essere donna, regia di Pier Ludovico Pavoni (1973)
- Troppo rischio per un uomo solo, regia di Luciano Ercoli (1973)
- La polizia è al servizio del cittadino?, regia di Romolo Guerrieri (1973)
- La padrina, regia di Giuseppe Vari (1973)
- Tre ramazze in fuori gioco (Le Führer en folie), regia di Philippe Clair (1974)
- Tutta una vita (Toute une vie), regia di Claude Lelouch (1974)
- Amore libero - Free Love, regia di Pier Ludovico Pavoni (1974)
- Emanuelle nera, regia di Bitto Albertini (1975)
- Emmanuelle l'antivergine (Emmanuelle: L'antivierge), regia di Francis Giacobetti (1975)
- Calore in provincia, regia di Roberto Bianchi Montero (1975)
- Il letto in piazza, regia di Bruno Gaburro (1976)
- Emanuelle nera - Orient Reportage, regia di Joe D'Amato (1976)
- C'è una spia nel mio letto, regia di Luigi Petrini (1976)
- Liberi armati pericolosi, regia di Romolo Guerrieri (1976)
- Il pomicione, regia di Roberto Bianchi Montero (1976)
- Nove ospiti per un delitto, regia di Ferdinando Baldi (1977)
- Tre simpatiche carogne (René la Canne), regia di Francis Girod (1977)
- L'altra metà del cielo, regia di Franco Rossi (1977)
- La bidonata, regia di Luciano Ercoli (1977)
- La bravata, regia di Roberto Bianchi Montero (1977)
- Il grande attacco, regia di Umberto Lenzi (1978)
- La via della prostituzione, regia di Joe D'Amato (1978)
- La guerra dei robot, regia di Alfonso Brescia (1978)
- Primo amore, regia di Dino Risi (1978)
- Il vizietto (La Cage aux folles), regia di Édouard Molinaro (1978)
- Concorde Affaire '79, regia di Ruggero Deodato (1979)
- Poliziotto o canaglia (Flic ou voyou), regia di Georges Lautner (1979)
- L'umanoide, regia di Aldo Lado (1979)
- Da Corleone a Brooklyn, regia di Umberto Lenzi (1979)
- Gardenia, il giustiziere della mala, regia di Domenico Paolella (1979)
- On est venu là pour s'éclater, regia di Max Pécas (1979)
- Tre sotto il lenzuolo, regia di Domenico Paolella e Michele Massimo Tarantini (1979)
- Riavanti... Marsch!, regia di Luciano Salce (1979)
- La ragazza del vagone letto, regia di Ferdinando Baldi (1980)
- Sesso profondo, regia di Marino Girolami (1980)
- La terrazza, regia di Ettore Scola (1980)
- Piedone d'Egitto, regia di Steno (1980)
- La bestia nello spazio, regia di Alfonso Brescia (1980)
- Apocalypse domani, regia di Antonio Margheriti (1980)
- Luca il contrabbandiere, regia di Lucio Fulci (1980)
- Paura nella città dei morti viventi, regia di Lucio Fulci (1980)
- Cannibal ferox, regia di Umberto Lenzi (1981)
- Longshot, regia di E.W. Swackhamer (1981)
- Giggi il bullo, regia di Marino Girolami (1982)
- Sesso e volentieri, regia di Dino Risi (1982)
- Dio li fa poi li accoppia, regia di Steno (1982)
- I nuovi barbari, regia di Enzo G. Castellari (1983)
- Il giustiziere della strada, regia di Giuliano Carnimeo (1983)
- Attention une femme peut en cacher une autre!, regia di Georges Lautner (1983)
- Dagobert, regia di Dino Risi (1984)
- Windsurf - Il vento nelle mani, regia di Claudio Risi (1984)
- Ladyhawke, regia di Richard Donner (1985)
- La vera storia della rivoluzione francese (Liberté, égalité, choucroute), regia di Jean Yanne (1985)
- Le avventure dell'incredibile Ercole, regia di Luigi Cozzi (1985)
- Assisi Underground (The Assisi Underground), regia di Alexander Ramati (1985)
- Final Justice, regia di Greydon Clark (1985)
- Sogni erotici di Cleopatra, regia di Rino Di Silvestro (1985)
- The Lion's Share, regia di Norman Cohen (1985)
- Il pentito, regia di Pasquale Squitieri (1985)
- Superfantagenio, regia Bruno Corbucci (1986)
- Capriccio, regia di Tinto Brass (1987)
- Madame, nuda è arrivata la straniera, regia di Lorenzo Onorati (1989)
- Vanille fraise, regia di Gérard Oury (1989)
- La puttana del re (La Putain du roi), regia di Axel Corti (1990)
- Mutande pazze, regia di Roberto D'Agostino (1992)
- Prova di memoria, regia di Marcello Aliprandi (1992)
- Il respiro della valle, regia di Roberto Serrani (1992)
- Blu notte, regia di Giorgio Serafini (1992)
- Giovani e belli, regia di Dino Risi (1996)
- The Eighteenth Angel, regia di William Bindley (1997)
- L'amico di Wang, regia di Carl Haber (1997)
- Le faremo tanto male, regia di Pino Quartullo (1998)
- La cena, regia di Ettore Scola (1998)
- Toni, regia di Philomène Esposito (1999)
- Livraison à domicile, regia di Bruno Delahaye (2003)
- Fallait pas buter mémé!, cortometraggio, regia di Olivier Bardy (2003)
- Ho visto le stelle!, regia di Vincenzo Salemme (2003)
- Atomik Circus (Atomik Circus, le retour de James Bataille), regia di Didier e Thierry Poiraud (2004)
- Je crois que je l'aime, regia di Pierre Jolivet (2007)
- J'ai toujours rêvé d'être un gangster, regia di Samuel Benchetrit (2007)
- Il nascondiglio, regia di Pupi Avati (2007)
- Nos 18 ans, regia di Frédéric Berthe (2008)
- The Museum of Wonders, regia di Domiziano Cristopharo (2010)
- L'immortale (L'immortel), regia di Richard Berry (2010)
- Bloody Sin, regia di Domiziano Cristopharo (2011)
- Hyde's Secret Nightmare, regia di Domiziano Cristopharo (2011)
- Angels, cortometraggio, regia di David Maltese (2012)
- Phantasmagoria, episodio "My Gift to You", regia di Tiziano Martella (2014)
- P.O.E. Pieces of Eldritch (P.O.E. 3), narratore, registi vari (2014)
- Deus In Machina, cortometraggio, regia di Nicola Piovesan (2014)
- Papa lumière, regia di Ada Loueilh (2015)
- Uno più una (Un plus une), regia di Claude Lelouch (2015)
- La Vie très privée de Monsieur Sim, regia di Michel Leclerc (2015)
- Marseille, regia di Kad Merad (2016)
- Vive la crise, regia di Jean-François Davy (2017)
- Belleview Hotel, cortometraggio, regia di Whitney Stephenson (2017)
- Maryline, regia di Guillaume Gallienne (2017)

### Televisione
- Disneyland - serie TV, 2 episodi (1962)
- Operazione ladro (It Takes a Thief) - serie TV, 1 episodio (1969)
- Coralba - miniserie TV, 5 episodi (1970)
- Il ritorno di Simon Templar (Return of the Saint) - serie TV, 1 episodio (1978)
- Histoires de voyous: Dormez pigeons! - film TV (1978)
- Sam et Sally - serie TV, 1 episodio (1979)
- Martin Eden - miniserie TV, 1 episodio (1979)
- Episodi della vita di un uomo - film TV (1980)
- La valle dei pini (All My Children) - serie TV, 1 episodio (1981)
- Great Performances - serie TV, 1 episodio (1983)
- I racconti del maresciallo - serie TV, 1 episodio (1984)
- In corsa per l'oro (Going for the Gold: The Bill Johnson Story) - film TV (1985)
- Ellepi - film TV (1987)
- Investigatori d'Italia, regia di Paolo Poeti – miniserie TV (1987)
- Big Man, episodio 395 dollari l'oncia - serie TV (1988)
- Quando ancora non c'erano i Beatles - miniserie TV, 3 episodi (1988)
- Quattro storie di donne - miniserie TV, 1 episodio (1989)
- I ragazzi della 3ª C - serie TV, 5 episodi (1987-1989)
- Les dossiers secrets de l'inspecteur Lavardin - serie TV, 1 episodio (1989)
- Classe di ferro - serie TV, 1 episodio (1989)
- Oceano - miniserie TV, 6 episodi, in 4 dei quali solo accreditato (1989)
- La primavera di Michelangelo (A Season of Giants) - film TV (1990)
- Death Has a Bad Reputation - film TV (1990)
- Tango Bar - film TV (1991)
- Des cadavres à la pelle - film TV (1991)
- Love at First Sight - serie TV, 1 episodio (1991)
- Chi tocca muore (Touch and Die) - film TV (1992)
- Prêcheur en eau trouble - film TV (1992)
- Les noces de Lolita - film TV (1993)
- I ragazzi del muretto - serie TV, 1 episodio (1993)
- Fair Game - film TV (1994)
- Coeurs caraïbes - miniserie TV, 2 episodi (1995)
- Le cascadeur - serie TV, 1 episodio (1998)
- Le ragazze di Miss Italia - film TV (2002)
- Un medico in famiglia - serie TV, 1 episodio (2004)
- Frank Riva - serie TV, 4 episodi (2003-2004)
- Il maresciallo Rocca - serie TV, 1 episodio (2005)
- Jeanne Poisson, Marquise de Pompadour - film TV (2006)
- Mafiosa - serie TV, 2 episodi (2006)
- Greco - serie TV, 1 episodio (2007)
- Duval et Moretti - serie TV, 1 episodio (2008)
- I Cesaroni - serie TV, episodio 3x24 (2009)
- Il falco e la colomba - serie TV, 3 episodi (2009)
- À deux c'est plus facile - film TV (2009)
- Arne Dahl: Europa blues - miniserie TV, 1 episodio (2012)
- Le chapeau de Mitterrand - film TV (2016)
- Art of Crime (L'art du crime) - serie TV, 2 episodi (2017)

## Doppiatori italiani
Nelle versioni in italiano delle opere in cui ha recitato, Venantino Venantini è stato doppiato da:
- Cesare Barbetti in Il tormento e l'estasi, Da Corleone a Brooklyn
- Riccardo Cucciolla in Bandidos, Un killer per sua Maestà
- Giancarlo Maestri in I diavoli della guerra
- Sergio Graziani in Emanuelle nera
- Dario Penne in Emanuelle nera - Orient Reportage
- Elio Zamuto in La via della prostituzione
- Pino Colizzi in Primo amore
- Michele Gammino in Troppo rischio per un uomo solo
- Manlio De Angelis in Concorde Affaire '79
- Renato Izzo in L'odio è il mio Dio
- Gianni Marzocchi in Paura nella città dei morti viventi
- Sergio Matteucci in Superfantagenio
- Gino La Monica in Lo sbarco di Anzio
- Roberto Villa in Baleari opererazione Oro
- Enzo Tarascio in La città prigioniera
- Antonio La Raina in Piedone d'Egitto
- Franco Zucca in Big Man